# جامعة مونموث
جامعة مونموث (بالإنجليزية: Monmouth University)‏ هي جامعة خاصة تقع في غرب لونغ برانش، مونموث كاونتي، نيو جيرسي، الولايات المتحدة الأمريكية. تأسست في عام 1933.